# Antoni Władysław Wodniakowski
Antoni Władysław Wodniakowski (ur. 31 maja 1877 w Ostrzeszowie  – zm. 16 maja 1935) – kupiec, działacz niepodległościowy i społeczny.

## Działalność społeczna
Urodzony w Ostrzeszowie, był uczniem Królewskiego Katolickiego Gimnazjum w Ostrowie Wielkopolskim, skąd został wydalony za działalność konspiracyjną. Naukę zawodu kupieckiego odbywał na Śląsku Opolskim, a także we Wrocławiu i Dreźnie. Od czasów szkolnych był związany z organizacją Towarzystwo Gimnastyczne "Sokół". Po roku 1900 zamieszkał w Ostrzeszowie, gdzie przez około 30 lat pełnił funkcję naczelnika "Sokoła" dla regionu południowej Wielkopolski. Angażował się również w działalność Czytelni Ludowych, przez wiele lat sprawując funkcję bibliotekarza powiatowego. Jego działalność patriotyczna była przyczyną wielokrotnego prześladowania przez władze pruskie. Podczas I wojny światowej założył w Ostrzeszowie tajny komitet obywatelski współpracujący z Polskim Komitetem Narodowym w Paryżu. W końcowym okresie wojny przyczynił się do organizacji zbrojnego powstania w powiecie ostrzeszowskim, był aktywny w Radzie Robotniczej i Radzie Ludowej, brał udział w wyzwoleniu Ostrzeszowa i tworzeniu polskich struktur władzy. W roku 1919 objął stanowisko komendanta Straży Ludowej. Uczestniczył w powstaniach śląskich i plebiscycie na Górnym Śląsku. Po powrocie do Ostrzeszowa zarządzał cegielnią i kontynuował działalność społeczną. Był członkiem Rady Miejskiej, sejmiku powiatowego oraz Rady Naczelnej Banku Ludowego. Zmarł w roku 1935. Pochowany na cmentarzu w Ostrzeszowie.

## Rodzina
Był synem Feliksa i Pelagii Wodniakowskich. Żonaty z Walentyną.

## Upamiętnienie
- Został uhonorowany tytułem „Seniora Miasta” Ostrzeszowa za swoją działalność[1][6].
- Zgodnie z uchwałą Nr XXV/163/2012 Rady Miejskiej Ostrzeszów z dnia 25 października 2012 roku, jednemu z placów przyznano nazwę „Plac Antoniego Władysława Wodniakowskiego”[7][8][9].
- 28 czerwca 2015 r. przy budynku na ul. Gen. W. Sikorskiego 7 odsłonięto tablicę upamiętniającej postać Antoniego Władysława Wodniakowskiego[10]
- 14 sierpnia 2022 roku, podczas obchodów 125. rocznicy założenia Towarzystwa Gimnastycznego SOKÓŁ w regionie ostrzeszowskim, odbyła się ceremonia odsłonięcia tablicy pamiątkowej dedykowanej Antoniemu Władysławowi Wodniakowskiemu[11].